# Marcy-sous-Marle
Marcy-sous-Marle település Franciaországban, Aisne megyében. Lakosainak száma 204 fő (2022. január 1.). Marcy-sous-Marle Châtillon-lès-Sons, Erlon, Marle és Voyenne községekkel határos.

## Népesség
A település népességének változása:
| Lakosok száma | 261  | 265  | 233  | 207  | 220  | 195  | 192  | 196  | 206  | 204  |
|               | 1968 | 1982 | 1999 | 2006 | 2011 | 2015 | 2017 | 2018 | 2020 | 2022 |